# El misterio de la campiña
El misterio de la campiña (A Mystery of the Campagna) es un relato de vampiros publicado por la autora Anne Crawford von Rabe en 1887.
El escenario del relato está ambientado cerca de Roma, y es el primer relato que relaciona el vampirismo con la antigüedad romana.

## Sinopsis
Martino Detaille, un pintor italiano que vive en Roma, recibe la inesperada visita de un amigo suyo, Marcello Souvestre, que busca una localización que le inspire para escribir su próxima ópera. Martino acompaña a Marcello en su búsqueda y finalmente éste se decide por Vigna Marzali, una mansión abandonada en las proximidades de unas ruinas. Decide trasladarse al lugar y habitar allí para escribir su obra.
Poco tiempo después Martino visita a Marcello para comprobar su estado, y lo encuentra ya instalado en la mansión y dedicado por completo a su obra.
A su regreso de la mansión Martino cae enfermo y comienza a languidecer debido a una extraña fiebre que lo hace delirar, pero gracias al cuidado de sus amigos Robert Sutton y Magnin se recupera.
En este momento comienza la segunda parte del relato, desde la perspectiva de Robert Sutton, un viajero inglés que conoce a Martino.
Después de que Martino caiga enfermo y debido a sus delirios en los que dice que su amigo Marcello se está muriendo, Robert Sutton decide hacer una visita de incógnito a Marcello. Tras acercarse a la mansión poco después del anochecer lo ve salir de la casa medio sonámbulo, hasta encontrarse con una mujer desconocida que va vestida de negro.
En principio, Sutton no considera que se trate de nada extraño y cree que Marcello está bien, así que regresa a casa de Martino para cuidar de su amigo, que ha empeorado visiblemente. Sin embargo, consigue salvarse gracias a los cuidados de Sutton y Magnin, que una noche contemplan aterrados que un espectro similar a Marcello entra en la habitación de su amigo y consiguen expulsarlo. En ese momento Martino despierta y afirma entre delirios que Marcello ha muerto.
Robert Sutton y Magni acuden a la mañana siguiente a Vigna Marzali, donde encuentran la habitación de Marcello vacía. El artista se encuentra en unas catacumbas que hay junto a la casa, muerto junto a un sarcófago de mármol en el que reposa Vespertilia, una antigua vampira. Robert Sutton atraviesa el corazón de Vespertilia con una estaca, y él y Magni sacan el cadáver del desventurado Marcello.
Poco tiempo después de la destrucción de la vampira, Martino se recupera sin recordar nada de lo ocurrido.